# 冬川基
冬川基（日語：冬川 基、ふゆかわ もとい）是日本的男性漫画家。主要代表作是《某科学的超电磁炮》。

## 概要与经历
曾经在同人社团“ハウスオブKARSEA”创作《笑園漫畫大王》、《四葉妹妹！》等的同人志。。在那之后不久与电击大王的编辑者荻野謙太郎初次见面，就这样在电击大王出道，担任《某科学的超电磁炮》的作画。连载开始后不再进行一切同人创作活动。

## 作品列表
- 魔法禁书目录外传《科學超電磁砲》（2007年 - 連載中，原作：镰池和马，月刊Comic電擊大王连载）